# Vague (збірка)
Vague (укр. Хвиля) — перша збірка Ануара Брагема.

## Список пісень
1. Ronda (03:17)
2. Parfum de Gitane (04:21)
3. Houdouth (05:38)
4. Le Chien Sur Les Genoux De La Devineresse (03:45)
5. Sebika (05:34)
6. Leïla Au Pays Du Caroussel, Variation (05:41)
7. Diversion (05:39)
8. Comme Une Absence (03:17)
9. Nihawend Lunga (03:34)
10. Claquent Les Voiles (02:08)
11. E La Nave Va (04:43)
12. Vague (02:39)
13. Bou Naouara (02:25)
14. Mazad (05:06)
15. Hulmu Rabia (02:19)
16. Astrakan Café (04:44)
17. La Nuit Des Yeux (05:29)

## Учасники запису
- Ануар Брагем — уд
- Джон Крістенсен — барабан
- Франсуа Кутюр'є — фортепіано
- Пал Деніелсон — контрабас
- Джон Сурман — бас-кларнет, сопрано-саксофон
- Кудсі Ерґьонер — най
- Барбарос Еркьосе — кларнет
- Річард Ґальяно — акордеон
- Ян Ґарбарек — саксофон
- Дейв Голанд — контрабас
- Ласад Госні — Ударні музичні інструменти
- Устед Шаукат Хусейн — табла
- Жан-Луї Матіньєр — акордеон
- Жан-Марк Лярше — сопрано-саксофон
- Бешир Селмі — скрипка